# Ashkan Sahihi

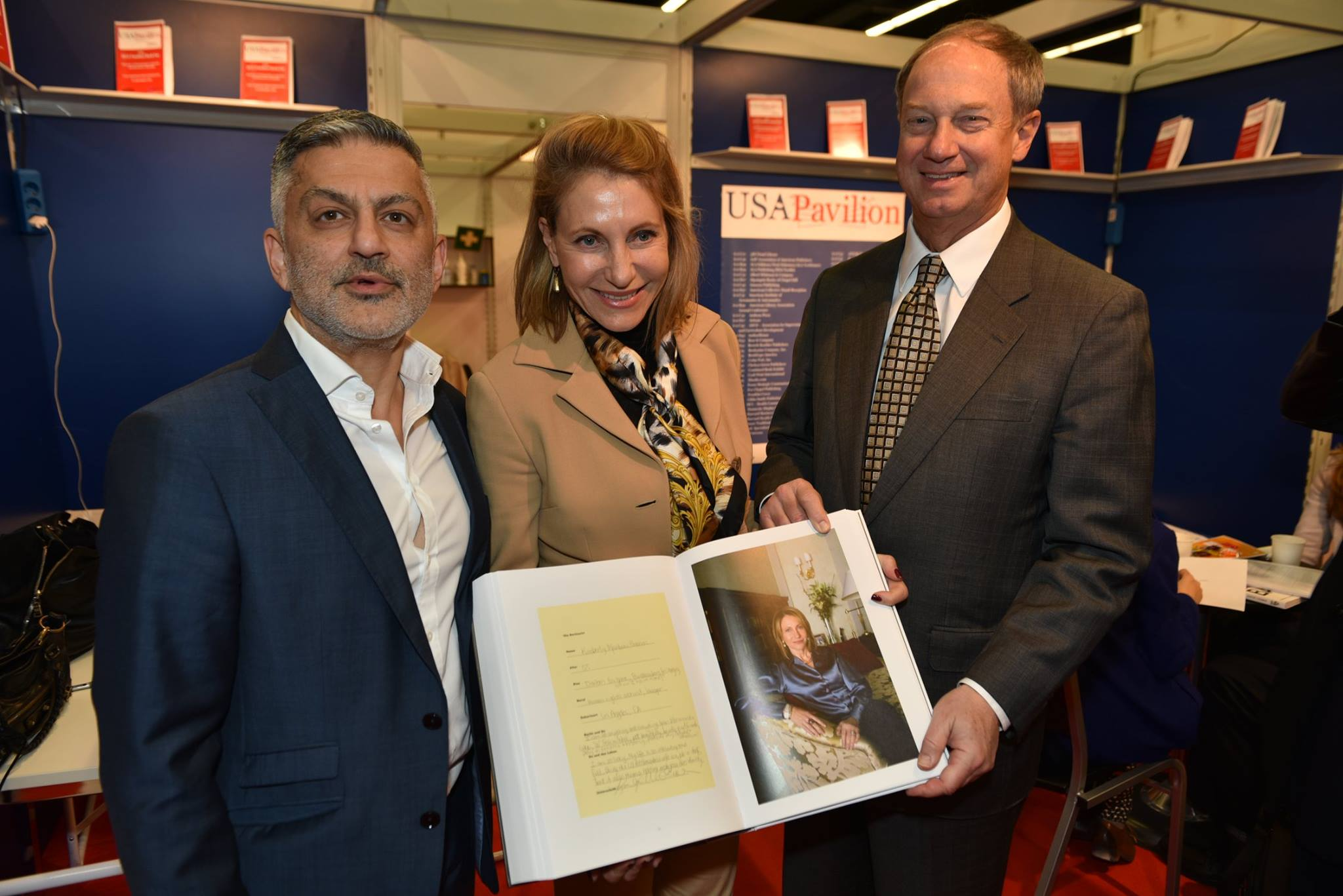
Ashkan Sahihi, Kimberly Emerson und Botschafter John B. Emerson auf der Frankfurter Buchmesse 2015. Aufgeschlagen ist Sahihis Fotobuch Die Berlinerin mit einem Porträt von Frau Emerson.

Ashkan Sahihi (* 27. November 1963 in Teheran) ist ein persisch-amerikanischer Fotograf, der für seine konzeptuellen Serien sowie wie für zahlreiche Porträts bedeutender Personen des öffentlichen Lebens bekannt ist.

## Leben und Werk
Geboren in Teheran, zog Sahihi im Alter von sieben Jahren mit seiner Familie nach Frankfurt am Main.
Noch während seiner Schulzeit dort begann er als Assistent für Fotografen zu arbeiten und selbst zu fotografieren. Nach dem Abitur arbeitete er einige Zeit als Fotograf für verschiedene Musiker und Magazine sowie den Suhrkamp Verlag in Deutschland, bevor er 1987 nach New York zog. Für deutsche Printmedien wie das ZEITmagazin, das Süddeutsche Zeitung Magazin, die Spex, den Spiegel und DUMMY fotografierte er dort unter anderem Gefängnisinsassen im Todestrakt sowie Personen aus der Hip-Hop-Szene und der Kunstwelt von Downtown-New York. Als Insider unter Außenseitern empfand er es gleichzeitig als Privileg und Verpflichtung, diese Personen und Orte zu besuchen und ihre Geschichten zu erzählen. Durch seine frühen Erfolge wurden auch Publikationen wie New York Times Magazine, Vice, New Yorker, Washington Post Magazine, Rolling Stone sowie die US-amerikanische und japanische Vogue auf ihn aufmerksam, für die er in der Folge ebenfalls als selbstständiger Fotograf arbeitete.
Von der im Fotojournalismus verbreiteten Erwartung, als Fotograf lediglich die Perspektive des Autors zu illustrieren, fühlte sich Sahihi zunehmend eingeengt, sodass er sich gegen Ende der 1990er Jahre immer weiter über die Grenzen des Fotojournalismus hinausbegab und begann, konzeptueller zu arbeiten. Bis 2016 entstanden so diverse Fotoserien, ab 2010 auch bei längeren Aufenthalten in London und Istanbul, wo mit Istanbul Contrasts und Art and Patronage zwei Veröffentlichungen bei Thames & Hudson entstanden. 2011 begleitete und dokumentierte Sahihi die politische Bewegung Occupy Wall Street in New York in „sehr künstlerischen, beinahe zerbrechlichen und in schwarz-weiß gehaltenen Fotografien“. Seit 2013 lebt er in Berlin, wo er zunächst an der fotografisch-soziologischen Studie Die Berlinerin sowie zwei weiteren, ebenfalls in Buchform erschienenen Fotoserien arbeitete. Er stellte zudem mehrfach in Berlin aus, zuletzt in der Weserhalle, und fotografierte im März 2020 die Drag Queen, Performance-Künstlerin und Singer-Songwriterin Christeene für die deutsche Interview. Im September 2020 erschien bei DISTANZ die großangelegte Retrospektive The New York Years, die eine Auswahl von 224 seit den 1980er Jahren in New York aufgenommenen Porträts versammelt. Unter den Porträtierten finden sich Musikschaffende wie David Bowie, Solange Knowles, Charles Bradley und die Mitglieder des Wu-Tang Clan, der Schriftsteller Paul Auster, der Schauspieler und Regisseur Dennis Hopper, Künstler und Künstlerinnen wie Jeff Koons, Yoko Ono, Cindy Sherman und Nam-June Paik ebenso wie der Galerist und Kunstsammler Bruno Bischofberger. Sahihi selbst kommentiert den hohen Bekanntheitsgrad vieler der Porträtierten im Gespräch mit der Frankfurter Allgemeinen Sonntagszeitung wie folgt:

„Man darf nicht vergessen, einige der Porträtierten galten damals allenfalls als Underground-Phänomene. Der Wu-Tang Clan etwa waren erst einmal nur einige Hip-Hop-Jungs aus Staten Island und keine Lichtgestalten eines weltweit gefeierten Musikstils. Und andere der porträtierten Künstler waren zwar bekannt, doch ihre heutige Bedeutung seinerzeit noch nicht zu ermessen.“

In den Porträts gehe es ihm denn auch „nicht darum, ein Gefühl von Nostalgie zu erzeugen. Eher um die Frage, wo Leute herkamen, welches Echo sie hinterließen, warum sie überhaupt in New York waren.“ Der von Hilka Dirks gestaltete Band sei „ein kontemplatives Flanieren durch eine Stadt, die sich als „Koalition der Verrückten“ verstand und heute von ebendiesen nicht mehr bezahlbar ist“, heißt es an anderer Stelle. Eine Auswahl der Porträts war im Herbst und Winter 2020/21 in der Berliner Galerie McLaughlin ausgestellt.

## Konzeptuelle Arbeiten
In seinen seit Ende der 1990er Jahre angefertigten konzeptuellen Arbeiten widmete sich Sahihi vordergründig Themen, denen aus seiner Sicht nicht genügend gesellschaftliche Aufmerksamkeit zuteilwird oder deren öffentliche Diskussion unter den falschen Prämissen geschieht, wie beispielsweise Drogen, mediale Geschlechterbilder oder Frauen beim Militär. Die oft sitzenden Modelle werden insbesondere in den frühen Serien zumeist in vertrauten, jedoch der jeweiligen Situation „unangemessenen“ Bildsprachen porträtiert. Dieses Code-Switching regt ungewohnte Gefühle in den Betrachtenden an und lenkt deren Gedanken auf unbekanntes Terrain. Sahihi, der in seinen Arbeiten stets die Seh- und Verhaltensgewohnheiten seiner Modelle und ihrer Betrachtenden herausfordert, nimmt sich dabei nie selbst aus der Schusslinie. All seinen Arbeiten ist gemeinsam, dass sie auch ihn als Künstler dazu zwingen, sich in unbequeme Situationen zu begeben und an seine emotionalen Grenzen zu gehen.
In der frühen Serie Faces manipulieren zwei weiß behandschuhte Hände die Gesichtszüge von 18 Modellen, indem sie nach nicht eindeutig zu verortenden äußeren Anweisungen an ihnen ziehen, sie zusammendrücken, zwicken und kneifen. Mit acht Porträts hypnotisierter Modelle, die jeweils ein Gefühl – beispielsweise Hilflosigkeit, Zurückhaltung, Wut oder Bedauern – verspüren, provoziert die Serie Hypnosis durch die ungeschmückte Zurschaustellung nackter Emotionen in einer Gesellschaft, die deren Unterdrückung fordert und belohnt.
Im Jahr 2006 fotografierte Sahihi sich für die in verschiedenen Magazinen abgedruckte Serie Exes gemeinsam mit deren Familien in den Wohnräumen von sechs Ex-Freundinnen und einer Ex-Ehefrau. Die entstandenen Fotografien zeichnen sich durch die Spannung aus, die die Anwesenheit des Fotografen in den nach der Trennung entstandenen neuen Konstellationen provoziert.
Die bekannteste von Sahihis frühen Konzeptarbeiten ist die Drug Series, für die er elf nichtkonsumierende Personen davon überzeugte, eine bestimmte Droge zu nehmen und sie während ihres Trips porträtieren zu dürfen – vor sterilem weißem Hintergrund, in medizinisch strenger Bildsprache. Anstoß für die Serie gab die Frustration über die Scheinheiligkeit des Diskurses über Drogen in den Vereinigten Staaten und die in Mode- und Unterhaltungsindustrie stattfindende Verklärung von Drogenkonsum und dazugehörigem Look bei ausbleibender Auseinandersetzung mit dem verheerenden Problem des Drogenmissbrauchs und seiner Folgen. Die Serie wurde 2001 im MoMA PS1 in New York und 2005 in der Berliner Akademie der Künste sowie parallel zu Sahihis Installation 100 Million Ready in Cash gezeigt.
Zu den weiteren Arbeiten aus den 2000er Jahren gehören die Serie Women of the IDF mit Porträts von Soldatinnen der israelischen Streitkräfte, die Schwarz-Weiß-Serie Camp X-Ray Guantanamo Bay, die im Stil US-amerikanischer High-School-Jahrbuchfotografie gehaltene und ästhetisch an US-Corporate Identities angelehnte Cum Series, die Armpit Series und die Serie Kiss, für die er sich selbst dabei fotografierte, wie er 18 Personen verschiedener ethnischer Zugehörigkeit und unterschiedlichen Alters und Geschlechts küsst.
Sahihis bislang umfangreichstes Werk ist die durch Clifford Geertz’ Methode der Dichten Beschreibung inspirierte Studie Die Berlinerin – „Eine Liebeserklärung an die arbeitende Frau und an Berlin“, für die er zwischen 2013 und 2015 mithilfe von nach Alter, Beruf, Lebensentwurf, sozialer Herkunft u. ä. differenzierenden Suchkategorien Kontakt zu den verschiedensten temporär oder dauerhaft in Berlin lebenden Frauen aufnahm. Bei Treffen in von den Modellen selbst gewähltem Setting entstanden so 375 Porträts, die – gemeinsam mit den dazugehörigen Fragebögen – im Herbst und Winter 2015/2016 in den Galerien im Körnerpark sowie Springer ausgestellt wurden. Die vollständige Serie erschien unter demselben Titel bei DISTANZ.
Auf den Straßen Berlins stieß Sahihi in dieser Zeit immer wieder auf junge Männer, die ihm merkwürdig bekannt vorkamen. Er erkannte, dass er in den jungen, zu dieser Zeit aus allen Teilen der Welt in die Stadt strömenden schwulen Männern die New Yorker schwule Community der späten 1980er und frühen 1990er Jahre widergespiegelt sah. In Auseinandersetzung mit der von Kreativität, Freiheit und der Suche nach neuen Identitätsformen auf der einen, den verheerenden Folgen der AIDS-Epidemie auf der anderen Seite geprägten New Yorker Vergangenheit und den neuen Entwicklungen im Berlin des 21. Jahrhunderts entstand eine 2016 in der Kehrer Galerie ausgestellte Serie mit Aktfotografien der Beautiful Berlin Boys, die auch in Buchform erschien. Sie ist gleichermaßen Hommage an alte Freunde wie auch „ein wichtiges Manifest der Unterstützung der heutigen LGBT Community“. Eine Auswahl der Porträts ist in dem von Benjamin Wolbergs herausgegebenen Bildband New Queer Photography abgedruckt, der 2020 bei Kettler erschienen ist.
Aus dem Kontakt mit dem Sportchirurgen Hanno Steckel und der gemeinsam geteilten Faszination für die Krankenhaus-Zeichnungen Barbara Hepworths entstand 2017 ein ebenfalls im Kehrer Verlag erschienener Fotoband, dessen Schwarz-Weiß-Fotografien das rhythmische Spiel der Hände und Bewegungen im Operationssaal einfangen. The Operating Theatre spürt den Gemeinsamkeiten künstlerischer und chirurgischer Handwerksarbeit nach und verhilft somit der Ästhetik letzterer zu neuem Ausdruck.
Im Frühjahr 2019 stellte Sahihi mit Freunden und Bekannten aus seiner Nachbarschaft unter dem Titel The Last Supper Weserstr. Leonardo da Vincis berühmtes Wandgemälde nach. „Durch die Abbildung des industriellen Schauplatzes und die Betonung der Alltagskleidung der Dargestellten“ habe er „das ikonographische Vorbild vom Sakralen ins Profane“ übertragen. Die Tatsache, dass alle Dargestellten im unmittelbaren Umkreis der Galerie wohnten, habe der „dem Werk immanente[n] Allegorie auf Betrug, Gier und Vergebung […] eine dezidiert soziale und ökonomische Stoßrichtung“ gegeben und werfe implizit die Frage nach den Schuldigen und Leidtragenden der zunehmenden Gentrifizierung Neuköllns im Allgemeinen und des Weserkiezes im Besonderen auf.

## Ausstellungen
- 1999 MoMA PS1, New York City (Millenium Warm Up; Gruppenausstellung)
- 1999 353 Broadway, New York City (Quiet, an artificial society of people living under surveillance; Gruppenausstellung)
- 2000 Andrea Rosen Gallery, New York City (John Connelly Presents: Ashkan Sahihi (Scream, Faces))
- 2000 Art Basel 31 (Kollaboration mit Spex (2 Sonderausgaben) und Andrea Rosen Gallery (Drug Series, Kisses))
- 2000–2001 Andrea Rosen Gallery, New York City (Scream)
- 2001 MoMA PS1, New York City (Drug Series)
- 2003 Axel Raben Gallery, New York City (Cum Shots)[16]
- 2004 Axel Raben Gallery, New York City (Women of the IDF)
- 2005 Akureyri Art Museum; Akureyri, Island (100 Million in Cash)
- 2005 Akademie der Künste, Berlin (Drug Series, in: Der Kontrakt des Fotografen; Gruppenausstellung)
- 2006 KW Institute for Contemporary Art, Berlin und MoMA PS1, New York City (Drug Series, in: INTO ME / OUT OF ME; Gruppenausstellung)
- 2007 Museum Morsbroich, Leverkusen (Drug Series, in: Der Kontrakt des Fotografen; Gruppenausstellung)
- 2007 MACRO Testaccio (MACRO FUTURE), Rom (Drug Series, in: INTO ME / OUT OF ME; Gruppenausstellung)
- 2008 Kunsthaus Dresden (Drug Series, in: Under Influence; Gruppenausstellung)
- 2012 Art Virus Ltd., Frankfurt a. M. (Bilder einer Bewegung, die keine sein dürfte. Occupy Wall Street New York–Frankfurt a. M.; Gruppenausstellung)
- 2012 Art Virus Ltd., Frankfurt a. M. (Occupy, Prohibition is Now; Gruppenausstellung)
- 2015–2016 Galerie im Körnerpark (Die Berlinerin – Das Porträt einer Stadt)[24][25][26]
- 2015–2016 Galerie Springer Berlin (Die Berlinerin – Das Porträt einer Stadt)[20]
- 2016–2017 Kehrer Galerie Berlin (Beautiful Berlin Boys)[27]
- 2017 Voies Off-Festival, Arles (Beautiful Berlin Boys, Operating Theatre)
- 2018 48 Stunden Neukölln (Community-Projekt)
- 2019 Weserhalle Berlin (The Last Supper Weserstr.)[28][23]
- 2020 McLaughlin Galerie Berlin (The New York Years)[29][6][30][7][2]
- 2021 Amtsalon Berlin (The New York Years)

## Veröffentlichungen
- Pictures and Their Stories, New York: Fromm International 1992, ISBN 978-0-88064-141-8.
- The Vice Guide to Sex and Drugs and Rock and Roll, hg. von Gavin McInnes, Shane Smith und Suroosh Alvi, New York: Warner Books 2003.
- Into Me / Out of Me, hg. von Klaus Biesenbach, New York: Hatje Cantz 2006.
- Hossein Amirsadeghi: Istanbul Contrasts, London: Thames & Hudson 2010, ISBN 978-0-9545083-8-8.
- Art & Patronage: The Middle East, hg. von Hossein Amirsadeghi, London: Thames & Hudson 2010 (principal photographer), ISBN 978-0-500-97704-0.
- Occupy – New York, Frankfurt: eine Bewegung die keine sein dürfte, hg. von Michele Sciurba, Frankfurt a. M.: B3 2012, ISBN 978-3-943758-70-2.
- Das Große Dummy-Buch, Zürich: Kein & Aber 2011, ISBN 978-3-0369-5299-4.
- Die Berlinerin, Berlin: DISTANZ 2015, ISBN 978-3-95476-101-2.
- Beautiful Berlin Boys, Heidelberg: Kehrer 2016, ISBN 978-3-86828-763-9.
- The Operating Theatre, hg. von Hanno Steckel, Heidelberg: Kehrer 2017, ISBN 978-3-86828-798-1.
- New Queer Photography, hg. von Benjamin Wolbergs, Dortmund: Kettler 2020, ISBN 978-3-86206-789-3.
- The New York Years, Berlin: DISTANZ (2020), ISBN 978-3-95476-338-2.